# José Bono
José Bono Martínez (Salobre, Albacete, 14 de diciembre de 1950) es un abogado, empresario y político español del Partido Socialista Obrero Español (PSOE). Fue presidente de la Junta de Comunidades de Castilla-La Mancha entre 1983 y 2004, ministro de Defensa del Gobierno de España entre 2004 y 2006 y presidente del Congreso de los Diputados entre 2008 y 2011.
Presidió Castilla-La Mancha durante veintiún años y seis legislaturas consecutivas, venciendo siempre por mayoría absoluta. Considerado uno de los pesos pesados del partido socialista, en el 2000 perdió las elecciones a la Secretaría General del PSOE frente a José Luis Rodríguez Zapatero por nueve votos. En 2004 fue nombrado por este último ministro de Defensa del Gobierno, dejando de esta forma de ser presidente de la autonomía.
En 2008 fue elegido presidente del Congreso de los Diputados para la IX Legislatura, siendo la tercera máxima autoridad del Estado hasta 2011. En 2004 recibió la Medalla de Oro de Castilla-La Mancha. También ha sido reconocido con la Gran Cruz del Mérito Militar con distintivo blanco en 2004, la Gran Cruz de la Orden de Carlos III en 2006 y la Gran Cruz de la Orden del Mérito Civil en 2016.

## Infancia y juventud (1950-1970)
Nació en la localidad albaceteña de Salobre el 14 de diciembre de 1950 en el seno de una familia acaudalada. Su padre fue el alcalde franquista de su pueblo natal durante la dictadura franquista;  su madre descendía de una familia de propietarios y falleció cuando Bono era un niño. Estudió el nivel elemental en Alcaraz y seguidamente el bachillerato y preuniversitario (1960-1967) en el Colegio Inmaculada, de los Jesuitas de Alicante. Posteriormente, ingresó en ICADE (dependiente entonces de la Universidad de Deusto), para licenciarse en Derecho y en Ciencias Económicas.

## Inicios profesionales (1970-1983)
Bono, que entró a militar en el Partido Socialista del Interior (PSI, luego Partido Socialista Popular o PSP) en 1969, se licenció en 1970 en la Universidad de Deusto. Empezó a trabajar como abogado laboralista. Desde 1972, fue también profesor de Derecho político en la Universidad Complutense de Madrid. En 1977 actuó como abogado de una de las víctimas, Luis Javier Benavides, en el juicio por la matanza de Atocha de 1977. Entre 1979, año en que el PSP se integró en el PSOE, y 1983 fue diputado a Cortes por Albacete.

## Presidente autonómico (1983-2004)
Ocupó el cargo de presidente de la comunidad autónoma de Castilla-La Mancha durante seis legislaturas consecutivas (1983-2004), venciendo siempre por mayoría absoluta.
De manera informal, se le consideraba entonces como uno de los tres barones del PSOE, junto a Juan Carlos Rodríguez Ibarra y Manuel Chaves, también presidentes autonómicos. En las últimas elecciones para la Secretaría General del PSOE perdió frente a José Luis Rodríguez Zapatero por nueve votos. Durante las elecciones generales de 2004, Zapatero aseguró que José Bono ocuparía el Ministerio de Interior, aunque finalmente ocupó el Ministerio de Defensa.

## Ministro del Gobierno (2004-2006)
Fue ministro de Defensa (2004-2006) en el gobierno presidido por José Luis Rodríguez Zapatero. 

### Retirada de tropas de Irak
Su primera labor en el cargo fue llevar a cabo la retirada de las tropas españolas de Irak que se realizó ordenadamente y sin contratiempos graves exceptuando un ataque puntual en el que las fuerzas españolas tuvieron que responder con fuego real matando a uno de los insurgentes. Por esta retirada, el Consejo de Ministros le otorgó semanas después una medalla. La concesión fue muy contestada, ya que el propio Bono era ministro, y renunció a la medalla, afirmando que su hijo se lo había pedido.

### Víctimas del Yak-42
Posteriormente se centró en compensar a las víctimas del accidente del Yakovlev 42 tal y como se había comprometido. En primer lugar trató de esclarecer adecuadamente la identidad de los 62 militares fallecidos. La repetición de los análisis de ADN insistentemente solicitada por muchos de los familiares al anterior ministro de Defensa sin que este hiciera caso alguno reveló que los cadáveres no habían sido identificados correctamente y se hallaban mezclados.

### Accidente de helicóptero en Afganistán
Las fuerzas militares españolas habían aumentado su presencia en Afganistán. En agosto del 2005, diecisiete militares españoles fallecieron mientras patrullaban en helicópteros Puma 20 kilómetros al sur de Herat.

### Venta de fragatas a Venezuela
Inició los trámites para la venta de varias fragatas para vigilancia costera a Venezuela, decisión a la que se oponía Estados Unidos, negando a España el permiso de implantar en las mismas equipos de tecnología de EE. UU.

### Manifestación de la AVT y "caso Bono"
En enero de 2005, denunció haber sido agredido en una manifestación de la Asociación Víctimas del Terrorismo y tres días más tarde dos militantes del Partido Popular, que fueron identificados en fotografías del diario El País, fueron detenidos durante unas horas. Finalmente el juzgado de lo penal n.º 42 de Madrid archivó el caso. Sin embargo posteriormente y en razón a una denuncia presentada por el PP, la Audiencia de Madrid condenó a los policías responsables por detención ilegal, por falsificar el atestado policial y por coacciones, considerando probado que el ministro no sufrió agresión alguna. El Delegado del Gobierno en Madrid dimitió tras conocer dicha sentencia, que fue finalmente anulada por el Tribunal Supremo con fecha de 29 de junio de 2007.

### Destitución de José Mena
En enero de 2006 destituyó al teniente general José Mena Aguado por pronunciarse políticamente sobre los inconvenientes que la aprobación del proyecto de Estatuto de Autonomía de Cataluña tendría para el Ejército, y sobre la posibilidad de que el ejército interviniese, por su cuenta, en caso de que el nuevo Estatuto no respetara, según José Mena, la Constitución Española.

### Dimisión
El 7 de abril de 2006 se hace pública su decisión de abandonar su cargo por motivos personales, ocupando su cartera el hasta entonces ministro del Interior, José Antonio Alonso. En el momento de dejar su cargo, era el cuarto ministro mejor valorado.
En octubre de 2006, su nombre se barajó como candidato a la alcaldía de Madrid y, aunque en principio no rechazó tal oferta («A nadie le amarga un dulce», dijo en esta ocasión), posteriormente la declinó, cuando algunos ya daban por hecha tal candidatura.
En marzo de 2015 reconoció que salió del Gobierno por su desacuerdo con la aprobación del Estatuto de autonomía de Cataluña de 2006.

## Presidente del Congreso de los Diputados (2008-2011)
El 1 de abril de 2008 fue elegido presidente del Congreso de los Diputados para la IX Legislatura con 170 votos a favor, su último cargo público, siendo el primer presidente de la democracia elegido por mayoría simple en la segunda vuelta, y no por mayoría absoluta.

## Reconocimientos
- Gran Cruz del Mérito Militar con distintivo blanco (2004)
- Medalla de Oro de Castilla-La Mancha (2004)
- Gran Cruz de la Orden de Carlos III (2006)
- Gran Cruz de la Orden del Mérito Civil (2016)[23]

## Ideología y creencias
Durante toda su carrera José Bono ha pertenecido al ala más conservadora del PSOE, caracterizándose por su moderación además del socialismo cristiano. Es católico practicante.

## Crítica
En lo referente al ámbito estrictamente militar sus decisiones han recibido críticas y alabanzas.
- La compra de los misiles Tomahawk fue presentada como un caso de confianza ganada a Estados Unidos,[26] algo que ni siquiera Israel había logrado, además de defender su necesidad por ser un arma muy poderosa y suficientemente probada, ideal para las nuevas fragatas F100 y los futuros submarinos S80. Sin embargo los detractores criticaban las cláusulas del contrato donde figuraba como responsable del guiado y del mantenimiento de los misiles Estados Unidos, con lo que este país conservaban el poder para utilizarlos o no.

- La elección de situar la fábrica de ensamblaje de los helicópteros Tigre en Albacete, recibió críticas de favoritismos y motivos políticos, especialmente por parte del Ayuntamiento de Getafe, municipio que fue uno de los candidatos más firmes para levantar la fábrica. Acusando al Ministro de haber optado por una solución antieconómica.[27] Sin embargo el Ayuntamiento de Albacete y la Junta de Comunidades de Castilla-La Mancha alabaron la decisión; así como varios albaceteños, caso de Francisco Vidal Monteagudo (2005, p. 4) que recordaban la decisión política y no económica que está detrás de repartir las fábricas de EADS por Europa.

- La decisión de aplicar el Reglamento de Aeronavegabilidad obligó a dejar en tierra a todos los helicópteros que no hubiesen obtenido los pertinentes certificados de aeronavegabilidad, ni siquiera por cuestiones burocráticas o administrativas, como declararía el propio Ministro en rueda de prensa tras el accidente de Afganistán. Esta decisión dejó a la FAMET bajo mínimos con la flota de H1-H y los helicópteros pesados parados, solo los Cougar podían volar.[28] Pero finalmente los acontecimientos le dieron la razón cuando un aparato de este último modelo se estrelló en Afganistán y el ministro demostró, alzando con la mano los certificados en su comparecencia, que los aparatos estaban en perfecto estado de mantenimiento.

- La compra de cien helicópteros NH90 fue sin duda la gran sorpresa dada por José Bono a los militares y a los medios de comunicación. Aunque el Ejército de Tierra lo vio con buenos ojos, el Ejército del Aire se mostró sorprendido y la Armada poco agradada.[29] Bono decidió esta compra sin existir antes el informe de requerimientos operativos, ni la memoria Justificativa de Adquisición, ni ningún otro documento por parte de ninguno de los tres Ejércitos. Pero con esta decisión la fábrica de Albacete tenía sentido y era viable económicamente.[29]

En marzo de 2010, el periódico La Gaceta, perteneciente al grupo conservador Intereconomía, publicó una serie de artículos sobre el patrimonio de José Bono y su familia, acusándole de haber obtenido parte de él por medios ilícitos. A esta publicación siguió una polémica alentada por el Partido Popular. En abril de dicho año, el PP envió un escrito a la Fiscalía General del Estado aportando las publicaciones de La Gaceta como prueba, para que decidiera si era necesaria una investigación. El 2 de junio, el Partido Popular presentó una denuncia acusando a José Bono de "delitos contra la Hacienda Pública y contra la Administración Pública". Tras recibir las alegaciones de Bono —entre ellas, las declaraciones de bienes de él y su esposa—, la fiscalía archivó la denuncia. Paralelamente, el 15 de junio de 2010, la Comisión del Estatuto del diputado del Congreso, tras recibir la documentación aportada por José Bono, se declaró incompetente para dicha investigación con la abstención del Partido Popular.

## Vida privada
José Bono estuvo casado con la guatemalteca Ana María Albina Rodríguez Mosquera durante treinta años, la madre de sus cuatro hijos. El 19 de julio de 2010 el matrimonio hizo oficial su divorcio.
Desde octubre de 2020 tiene de forma honorífica la doble nacionalidad dominicana.
Su hija Ana fundó en 2015 un despacho de abogados. Abandonó el proyecto tras fracasar en enero de 2016 y pasó a unirse a Iberdrola como asesora.